# Влостув (Гожовський повіт)
Влостув (пол. Włostów, нім. Lossow) — село в Польщі, у гміні Богданець Гожовського повіту Любуського воєводства.
Населення — 94 особи (2011).

## Демографія
Демографічна структура станом на 31 березня 2011 року:
|          | Загалом | Допрацездатний вік | Працездатний вік | Постпрацездатний вік |
| -------- | ------- | ------------------ | ---------------- | -------------------- |
| Чоловіки | 40      | 8                  | 28               | 4                    |
| Жінки    | 54      | 11                 | 30               | 13                   |
| Разом    | 94      | 19                 | 58               | 17                   |